# Sremska Kamenica
Sremska Kamenica (cyr. Сремска Каменица, chorw. Srijemska Kamenica, węg. Kamanc) – miasto w Serbii, w Wojwodinie, w okręgu południowobackim, w mieście Nowy Sad. Sąsiaduje z Nowym Sadem. W 2011 roku liczyło 12 273 mieszkańców.
Pierwsza pisemna wzmianka o tym mieście pochodzi z 1237. W mieście znajduje się Instytut Sremska Kamenica zajmujący się kardiologią, onkologią i chorobami kości.

## Galeria zdjęć

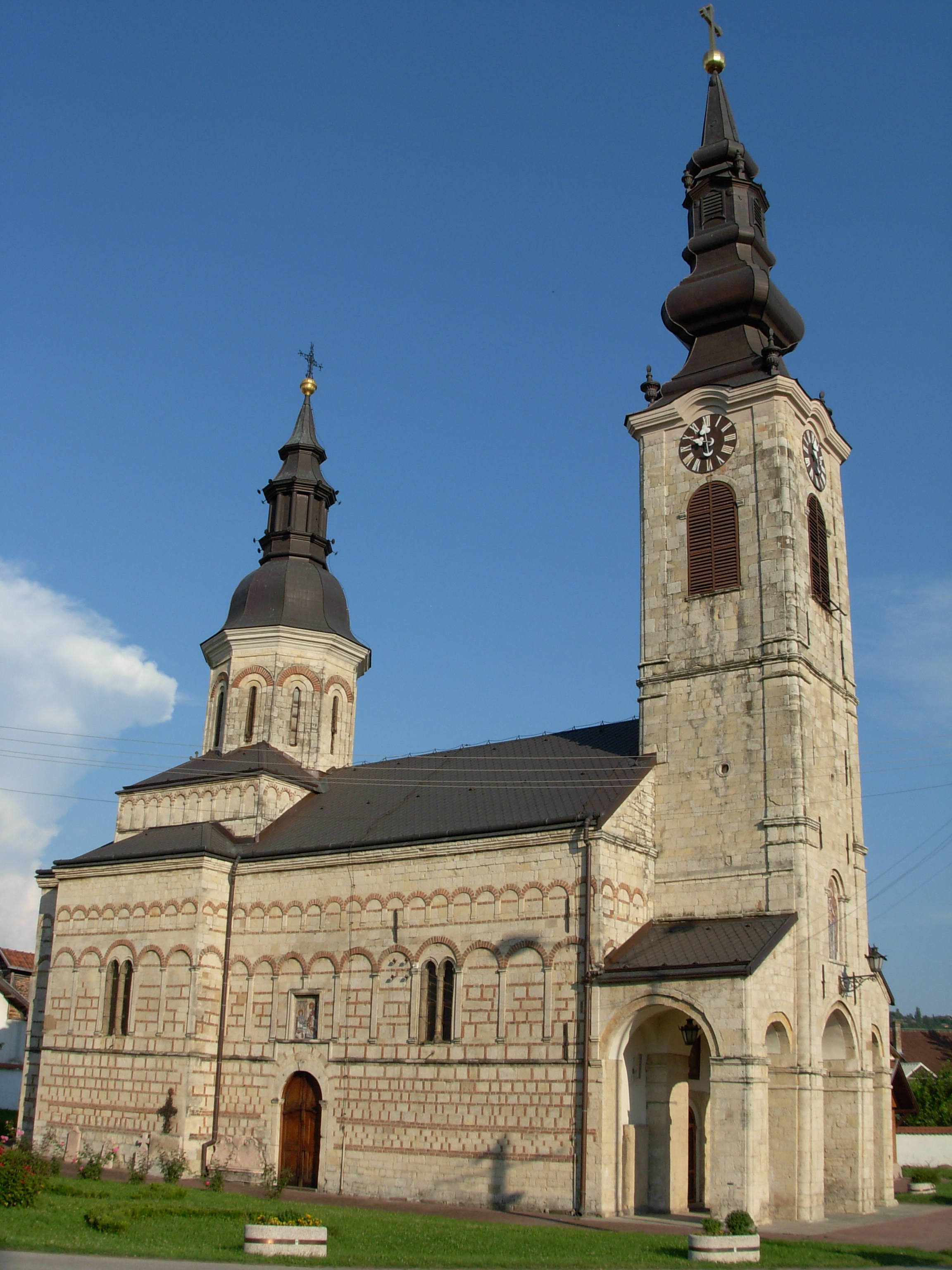
Cerkiew
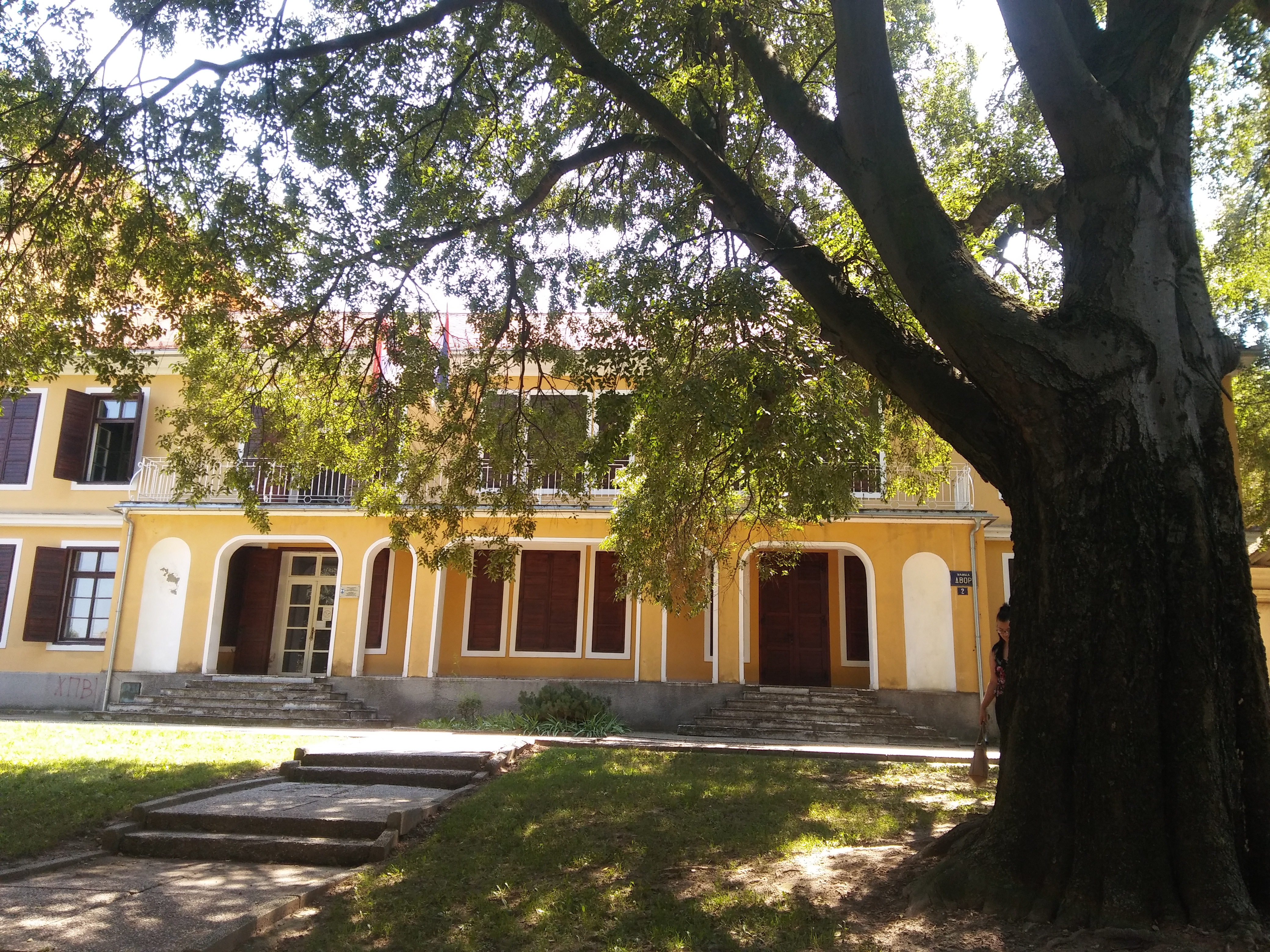
Zamek Marcibanji w Sremskiej Kamenicy
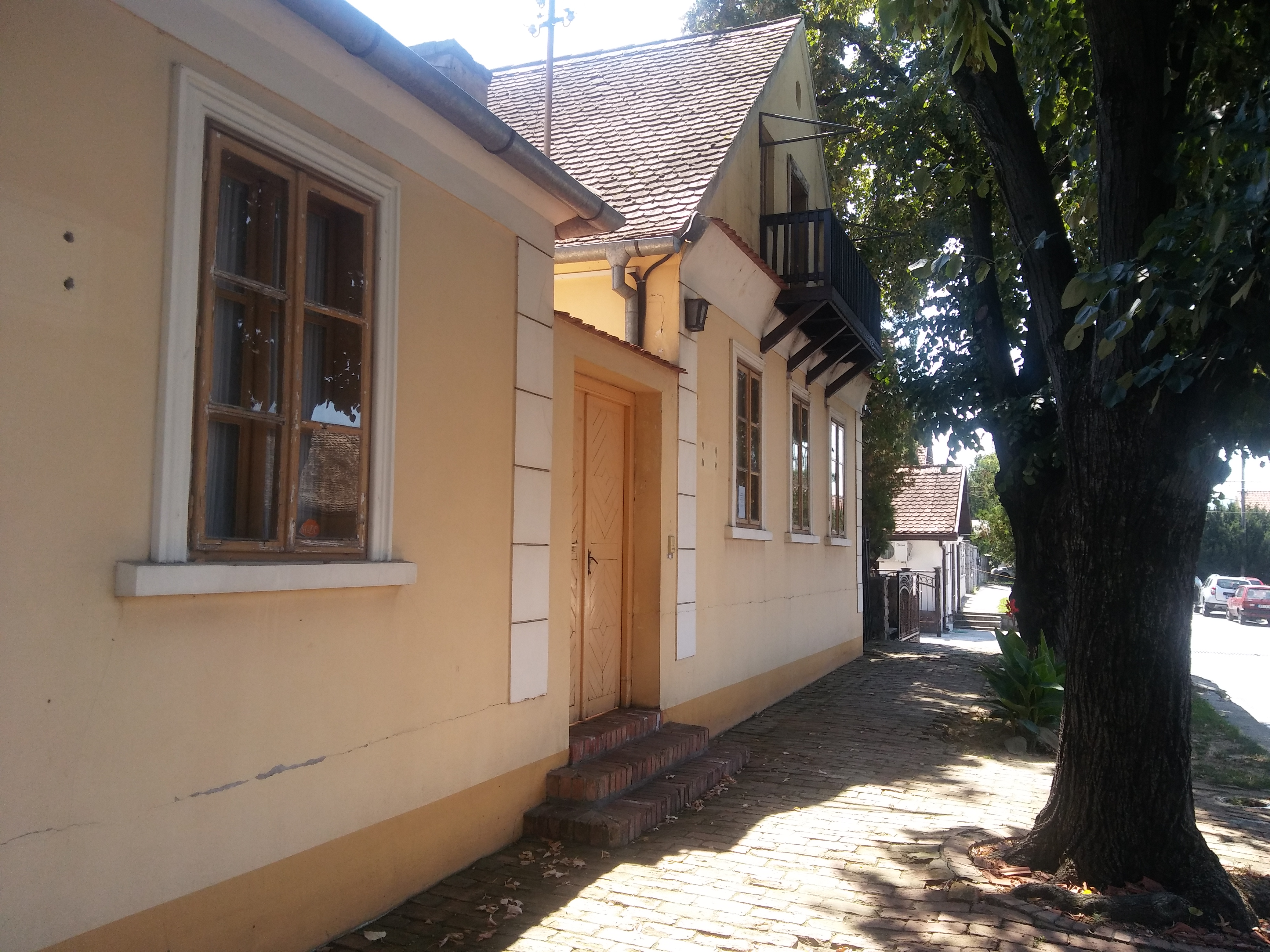
Dom Jovana Jovanovicia Zmaja w Sremskiej Kamenicy